# Монпелие ЕСК
Монпелие Еро Спор Клюб (на френски: Montpellier Hérault Sport Club) е френски футболен клуб от град Монпелие състезаващ се в Лига 2 на Франция.

## Национални
- Дивизия 1/Лига 1
  -  Шампион (1): 2011/12

- Д2/Лига 2
  -  Шампион (3): 1945/46, 1960/61, 1986/87 (група Б)
  -  Вицешампион (3): 1951/52, 1980/81 (група А), 2008/09

- Купа на Франция
  -  Носител (2): 1928/29, 1989/90
  -  Финалист (2): 1930/31, 1993/94

- Суперкупа на Франция (Trophée des champions (от 1986 г.)
  -  Финалист (1): 2012

- Купа на лигата
  -  Носител (1): 1992

- Дивизион д'оньор дю Сюд-Ест
  -  Шампион (3): 1927/28, 1931/32, 1975/76

- Шампиона дю Комите дю Лангдок
  -  Шампион (1): 1943/44

## Международни
- Купа на носителите на купи
  - 1/4 финалист (1): 1990/91
- Купа Интертото
  -  Носител (1): 1999
  -  Финалист (1): 1997

## Монпелие в Европа
| Сезон     | Турнир       | Държ. | Клуб                | Резултат                |
| --------- | ------------ | ----- | ------------------- | ----------------------- |
| 1988 – 89 | Купа на УЕФА |       | Бенфика Лисабон     | 0 – 3, 1 – 3            |
| 1990 – 91 | КНК          |       | ПСВ Айндховен       | 1 – 0, 0 – 0            |
| 1990 – 91 | КНК          |       | Стяуа Букурещ       | 5 – 0, 3 – 0            |
| 1990 – 91 | КНК          |       | Манчестър Юнайтед   | 0 – 2, 1 – 1            |
| 1996 – 97 | Купа на УЕФА |       | Спортинг Лисабон    | 1 – 1, 0 – 1            |
| 1999 – 00 | Купа на УЕФА |       | Цървена звезда      | 2 – 2, 1 – 0            |
| 1999 – 00 | Купа на УЕФА |       | Депортиво Ла Коруня | 0 – 2, 1 – 3            |
| 2010 – 11 | Купа на УЕФА |       | Дьор ЕТО            | 0 – 1, 1 – 0 (3 – 4 д.) |

## Известни футболисти
- Лоран Блан
- Ерик Кантона
- Бруно Белон
- Седрик Камбон
- Патрис Локо
- Бруно Мартини
- Мишел Павон
- Рейналд Педрос
- Карлос Валдерама
- Роже Мила
- Альоша Асанович
- Ибрахима Бакайоко
- Сюлейман Камара
- Марко Естрада

## Български футболисти
- Николай Тодоров - Кайзера: 1991/92 - (26 мача - 0 гола)

## Бивши треньори
- Ролан Курбис
- Еме Жаке
- Жерар Жили
- Жан-Франсоа Домерг
- Хенрик Касперчак